# Mesobuthus thersites
Mesobuthus thersites (лат.) — вид скорпионов из семейства бутид. Распространён в Казахстане, Китае, Кыргызстане и Монголии.

## Таксономия
Описан в 1839 г. немецким арахнологом К. Л. Кохом по экземплярам из коллекции Якоба Штурма (ныне утеряны) под названием Androctonus thersites. По предположению российского зоолога А. А. Бялыницкого-Бирули, они могли происходить из коллекций Э. А. Эверсмана и Х. И. Пандера, собранных ими в ходе экспедиции в Бухару в 1820—1821 гг. В 1911 г. Бялыницкий-Бируля описал подвид пёстрого скорпиона Buthus eupeus mongolicus по материалам экспедиции П. К. Козлова в пустыню Гоби в 1907–1909 гг. В ходе ревизии рода Mesobuthus в 2022 г. этот подвид был признан синонимом Mesobuthus thersites, который ранее рассматривался как подвид пёстрого скорпиона, но по результатом молекулярно-генетических исследований был повышен до вида.

## Внешний вид
Общая длина достигает до 32 мм у самцов и 60 мм у самок. Самцы также отличаются более загнутыми проксимально пальцами на педипальпах. Хелицеры жёлтые, без сетчатого рисунка. Карапакс и тергиты желтовато- или красновато-коричневые. Метасома, тельсон, педипальпы и ходильные ноги красновато-коричневые, но могут быть полностью чёрные.

## Ареал
Обитает в Казахстане, Китае, Кыргызстане и Монголии. Кроме того, к этому же виду могут относиться популяции скорпионов из граничащих с Казахстаном областей России и Узбекистана.